# Mistrzostwa Świata w Zapasach 2025
Ten artykuł dotyczy przyszłego wydarzenia sportowego. Informacje w nim zawarte zmienią się w przyszłości.
Mistrzostwa Świata w Zapasach 2025 odbędą się w dniach 13–21 września 2025 roku w Arena Zagreb, mieszczącej się w stolicy Chorwacji.

## Medaliści i medalistki

### Mężczyźni

#### Styl klasyczny
| Konkurencja         | Złoto | Srebro | Brąz |
| Kategoria do 55 kg  |       |        |      |
| Kategoria do 60 kg  |       |        |      |
| Kategoria do 63 kg  |       |        |      |
| Kategoria do 67 kg  |       |        |      |
| Kategoria do 72 kg  |       |        |      |
| Kategoria do 77 kg  |       |        |      |
| Kategoria do 82 kg  |       |        |      |
| Kategoria do 87 kg  |       |        |      |
| Kategoria do 97 kg  |       |        |      |
| Kategoria do 130 kg |       |        |      |

#### Styl wolny
| Konkurencja         | Złoto | Srebro | Brąz |
| Kategoria do 57 kg  |       |        |      |
| Kategoria do 61 kg  |       |        |      |
| Kategoria do 65 kg  |       |        |      |
| Kategoria do 70 kg  |       |        |      |
| Kategoria do 74 kg  |       |        |      |
| Kategoria do 79 kg  |       |        |      |
| Kategoria do 86 kg  |       |        |      |
| Kategoria do 92 kg  |       |        |      |
| Kategoria do 97 kg  |       |        |      |
| Kategoria do 125 kg |       |        |      |

### Kobiety

#### Styl wolny
| Konkurencja        | Złoto | Srebro | Brąz |
| Kategoria do 50 kg |       |        |      |
| Kategoria do 53 kg |       |        |      |
| Kategoria do 55 kg |       |        |      |
| Kategoria do 57 kg |       |        |      |
| Kategoria do 59 kg |       |        |      |
| Kategoria do 62 kg |       |        |      |
| Kategoria do 65 kg |       |        |      |
| Kategoria do 68 kg |       |        |      |
| Kategoria do 72 kg |       |        |      |
| Kategoria do 76 kg |       |        |      |

## Tabela medalowa

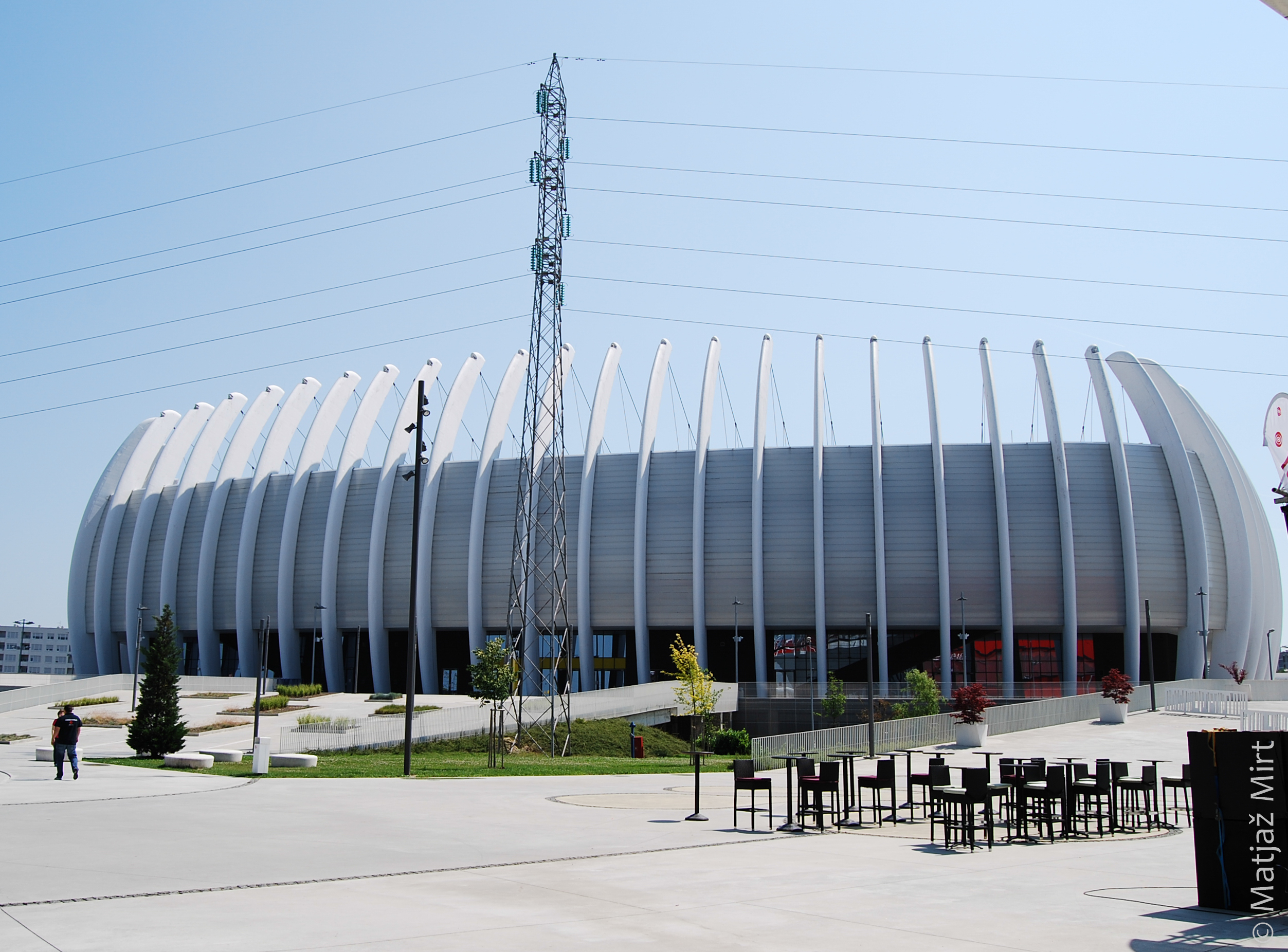
Arena Zagreb

*   Gospodarz ( Chorwacja)
| Miejsce | Reprezentacja | Złoto | Srebro | Brąz | Razem |
| ------- | ------------- | ----- | ------ | ---- | ----- |
| Razem   | Razem         | 0     | 0      | 0    | 0     |